# Rhinolophus madurensis
Rhinolophus madurensis — вид рукокрилих родини Підковикові (Rhinolophidae).

## Поширення
Країни проживання: Індонезія. Відомий з семи зразків з островів Мадура і Кангеан, максимальна висота яких 500 м. Спочиває в печерах.

## Загрози та охорона
Цей вид знаходиться під загрозою через втрати середовища проживання в результаті видобутку вапняку і вирубки лісів для заготівлі і сільського господарства. Невідомо, чи є в котрійсь з охоронних територій.